# Toxopneustes maculatus
Toxopneustes maculatus is een zee-egel uit de familie Toxopneustidae.
De wetenschappelijke naam van de soort werd in 1816 gepubliceerd door Jean-Baptiste de Lamarck.
1. ↑  Toxopneustes - Natural History Museum. www.nhm.ac.uk. Geraadpleegd op 15 januari 2018.